# Dolnośląskie Forum Polityczne i Gospodarcze
Dolnośląskie Forum Polityczne i Gospodarcze (DFPiG) – coroczne spotkania przedsiębiorców, polityków,samorządowców, naukowców oraz osób działających społecznie w Krzyżowej (wieś koło Świdnicy). Forum jest platformą wymiany doświadczeń uczestników życia publicznego Dolnego Śląska. Misją forum jest inicjowanie i rozwijanie dialogu społecznego jako alternatywy dla sporów politycznych. Celem tego dialogu jest wskazywanie rozwiązań, które będą miały kluczowy wpływ na rozwój Dolnego Śląska oraz usytuowanie regionu w Polsce i Europie.
Forum zainicjowane zostało w 1999 roku przez pierwszego marszałka województwa dolnośląskiego Jana Waszkiewicza oraz pierwszego wojewodę wrocławskiego w III RP Janisława Muszyńskiego.
Tematy obrad forum:
- rok 1999 - Strategia rozwoju Dolnego Śląska
- rok 2000 - Bezrobocie i rynek pracy na Dolnym Śląsku
- rok 2001 - Wiedza - instrument kształtowania przyszłości regionu
- rok 2002 - Europejska przyszłość Dolnego Śląska
- rok 2003 - Jak zmniejszyć dystans dzielący Dolny Śląsk od Unii Europejskiej
- rok 2004 - Kapitał społeczny Dolnego Śląska
- rok 2005 - Dolny Śląsk obszarem wolności
- rok 2006 - Dolny Śląsk 2020 - dobre miejsce do życia
- rok 2007 - Kreatywny Dolny Śląsk ku kreatywnej Europie
- rok 2008 - Dolny Śląsk w perspektywie zmian pokoleniowych
- rok 2009 - Dolny Śląsk - ziemia polsko-niemieckiego pojednania
- rok 2010 - Technika i technologia - impulsy rozwojowe
- rok 2011 - Dolny Śląsk na mapie Europy
- rok 2012 - Rozwój regionalny w perspektywie zmian globalnych
- rok 2013 - Zakorzenienie przezwycięży kryzys?